# Henri Stoelen
Henri Stoelen (Bruxelles, 2 settembre 1906 – Bruxelles, 1977) è stato un pallanuotista belga, vincitore di una medaglia di bronzo all'olimpiade di Berlino 1936.